# Кирибати на Паралимпийских играх
Кирибати на Паралимпийских играх впервые выступила в 2024 году, поучаствовав в летних Играх в Париже. В зимних Играх не участвовала. Медалей спортсмены Кирибати не завоевали.
Паралимпийский комитет Кирибати стал членом Международного паралимпийского комитета в октябре 2019 года.
Спортсмены из Кирибати должны были дебютировать в 2020 году на летних Паралимпийских играх в Токио. Планировалось, что в соревнованиях будут участвовать легкоатлеты Онгиоу Тимеон и Караэ Тиоти, однако из-за коронавирусных ограничений, вызванных пандемией COVID-19, они в 2020 году в течение девяти месяцев не смогли выехать с Фиджи, а в 2021 году, когда состоялись перенесённые Игры, испытывали проблемы с логистикой из-за ограничений в Австралии, через которую они были вынуждены добираться в Японию. В результате Кирибати наряду с Самоа, Вануату и Тонга отказалась от участия.
Первым и единственным спортсменом из Кирибати, выступившим на Паралимпийских играх, стал легкоатлет Онгиоу Тимеон. Он соревновался в толкании ядра среди спортсменов с классом инвалидности F11 (полностью или почти незрячих) занял последнее, 8-е место, показав результат 6,46 метра. Также он стал первым знаменосцем Кирибати на церемонии открытия Паралимпиады.

## Медальный зачёт

### Медали летних Паралимпийских игр
| Игры       | Золото | Серебро | Бронза | Всего | Место |
| ---------- | ------ | ------- | ------ | ----- | ----- |
| 2024 Париж | 0      | 0       | 0      | 0     | 0     |
| Итого      | 0      | 0       | 0      | 0     |       |